# Леонтије I Јерусалимски
Леонтије I Јерусалимски, или Лав Јерусалимски, је био патријарх Јерусалимске цркве од 911. до 928. године. Мало се зна о његовим активностима док је био патријарх.

## Каријера
Леонтије је изабран за патријарха Јерусалима 911. године након смрти патријарха Сергија II Јерусалимског. Године 923. патријаршију су захватили немири муслимана због неколико победа византијске војске у арапско-византијским ратовима. Изгредници су се посебно осветили хришћанима у Ашкелону и Цезареји где су све цркве порушене. Црква је након тога добила дозволу од калифа ал-Муктадира да обнови цркве.
Патријарха Леонтија I је на месту патријарха наследио патријарх Анастасије 929. године.